# Venditti e segreti
Venditti e segreti è il decimo album di Antonello Venditti, pubblicato nel 1986, per la quinta volta con l'etichetta Heinz Music.

## Tracce
Testi e musiche di Antonello Venditti, eccetto dove indicato.
1. Peppino – 3:28
2. Questa insostenibile leggerezza dell'essere (Venditti, Colucci) – 4:22
3. Giulio Cesare – 5:54
4. Esterina – 4:18
5. Segreti – 4:48
6. Rocky, Rambo e Sting – 3:38
7. Settembre – 3:56
8. C'è un cuore che batte nel cuore di Roma – 5:28

## Formazione
- Antonello Venditti – voce e pianoforte
- Alessandro Centofanti, Marco Colucci – pianoforte, tastiera e sintetizzatore
- Marco Rinalduzzi – chitarra e programmazione
- Fabio Pignatelli – basso (Yamaha BB5000 inedito) e programmazione
- Derek Wilson – batteria, programmazione e batteria elettronica
- Carlo Verdone – percussioni (in Rocky, Rambo e Sting)
- Enzo Avitabile – sax (in Rocky, Rambo e Sting, Giulio Cesare, C'è un cuore che batte nel cuore, Settembre)
- Antonio Marangolo – sax (in Segreti)

## Classifiche

### Classifiche settimanali
| Classifica (1986) | Posizione massima |
| ----------------- | ----------------- |
| Italia            | 2                 |

### Classifiche di fine anno
| Classifica (1986) | Posizione |
| ----------------- | --------- |
| Italia            | 2         |